# 忽那重勝
忽那 重勝（くつな しげかつ）は、南北朝時代の武将。

## 経歴
忽那氏は代々伊予国忽那諸島を本拠とした水軍。父重清の家督を継ぐが、北朝方には属さず、祖父の重義、叔父の義範と共に南朝方に属した。建武4年/延元2年（1337年）3月、足利尊氏麾下の吉見氏頼の代官が忽那島への侵入を企てるとこれを防いだ。伊予国内の土居・得能氏との連携を深め、北朝方の細川や河野らの軍と戦った。暦応2年/延元4年（1339年）から3年間に渡り忽那島に滞在した後醍醐天皇の皇子懐良親王を祖父と叔父と共に保護した。のち親王の九州移動後も南朝方で活躍し、九州・京都間の連絡役をつとめた。